# Callomphala
Callomphala is een geslacht van weekdieren uit de klasse van de Gastropoda (slakken).

## Soorten
- Callomphala globosa Hedley, 1901
- Callomphala hoeksemai Moolenbeek & Hoenselaar, 2008
- Callomphala lucida (A. Adams & Angas, 1864)